# Histoire philatélique et postale du Cameroun britannique

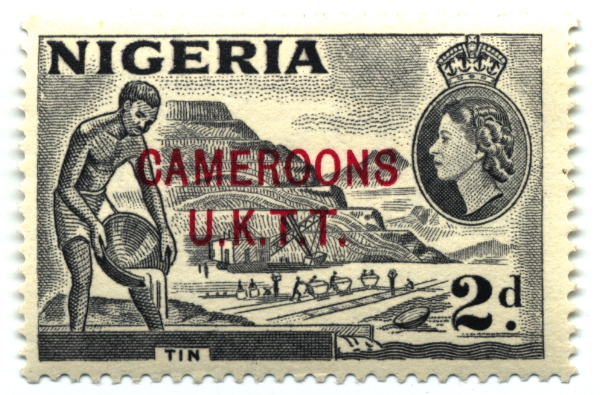
Un timbre-poste 2d du Cameroun britannique de 1953.

Cet article présente l'histoire postale et philatélique du Cameroun britannique. Il se divise en deux parties essentielles : l'occupation du Kamerun allemand par les forces britanniques et françaises en 1915, au cours de laquelle des timbres coloniaux allemands ont été émis avec une surimpression et une surcharge ; et la situation après le référendum de 1961, à l'issue duquel l'ancien Cameroun britannique, a été partagé entre le Cameroun et le Nigeria. 

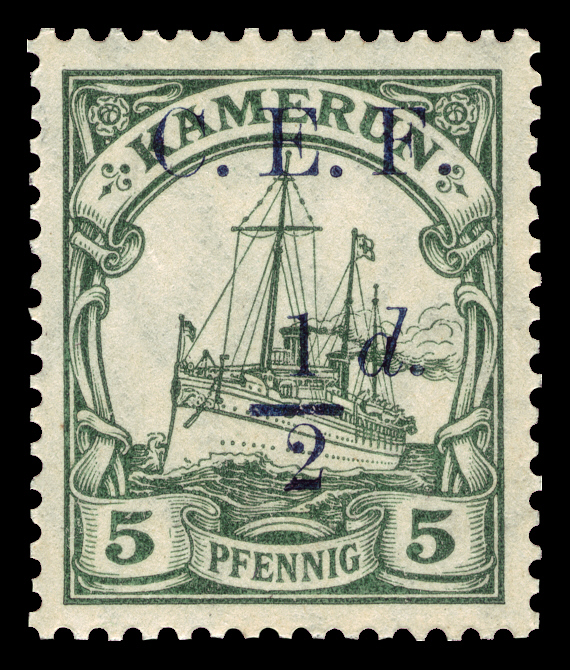
Timbre d'occupation britannique, 1915, surimprimé C.E.F. (Cameroons Expeditionary Force) et surchargé d'un demi-penny.

## Contexte historique
Le Cameroun était un protectorat allemand appelé Kamerun au début de la Première Guerre mondiale. Il fut envahi par les forces anglo-françaises en septembre 1914 et finalement envahi en février 1916. La majeure partie du pays devint la colonie française du Cameroun français tandis que la Grande-Bretagne revendiquait deux zones occidentales adjacentes à la frontière nigériane. Celles-ci étaient collectivement sous le nom de Cameroun britannique et, après la Seconde Guerre mondiale, séparément sous les noms de Cameroun septentrional et Cameroun méridional. Les revendications anglo-françaises ont été ratifiées par des mandats de la Société des Nations en 1922.

## Questions relatives à l'occupation britannique: 1915
Les timbres du Kamerun allemand ont été surimprimés C.E.F. (Cameroons Expeditionary Force) et surchargés de valeurs allant de un demi-penny à cinq shillings par les forces d'occupation britanniques en juillet 1915.

## Cameroun britannique
À partir de 1920 environ, le Cameroun britannique a utilisé des timbres du Nigeria sans surcharge. Ceux-ci ne sont reconnaissables qu'aux marques d'oblitération qui indiquent l'un des 15 bureaux de poste concernés. Après la fin de la Seconde Guerre mondiale, le Cameroun britannique a été officiellement divisé en ses composantes septentrionale et méridionale, mais toutes deux ont continué à utiliser les timbres du Nigeria avec des oblitérations locales.

## Cameroun septentrional et méridional
Après l'indépendance du Cameroun français en janvier 1960, il a été décidé d'organiser un référendum dans les parties septentrionale et méridionale du Cameroun britannique en février 1961. Le Cameroun septentrional choisi de se rattacher au Nigeria, avec effet au 31 mai 1961, et a donc continué à utiliser les timbres nigérians comme auparavant. Le Cameroun méridional a quant à lui choisi de se réunifier avec le Cameroun à compter du 1er octobre 1961.

Dans l'intervalle, des timbres du Nigeria d'une valeur de un demi-penny à un livre sterling, surchargés « Cameroons U.K.T.T. » (pour United Kingdom Trust Territory, territoire sous tutelle du Royaume-Uni) ont été émis. Ces timbres étaient valables au Cameroun septentrional et méridional jusqu'à la fin de leur existence séparée.

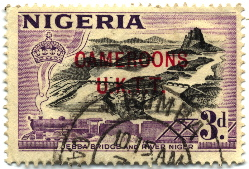
Timbre de trois penny utilisé à Kumba, maintenant au Cameroun.
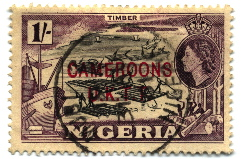
Timbre de shilling utilisé à Mubi, maintenant au Nigeria.